# Asque (cellule)
Pour les articles homonymes, voir Asque.

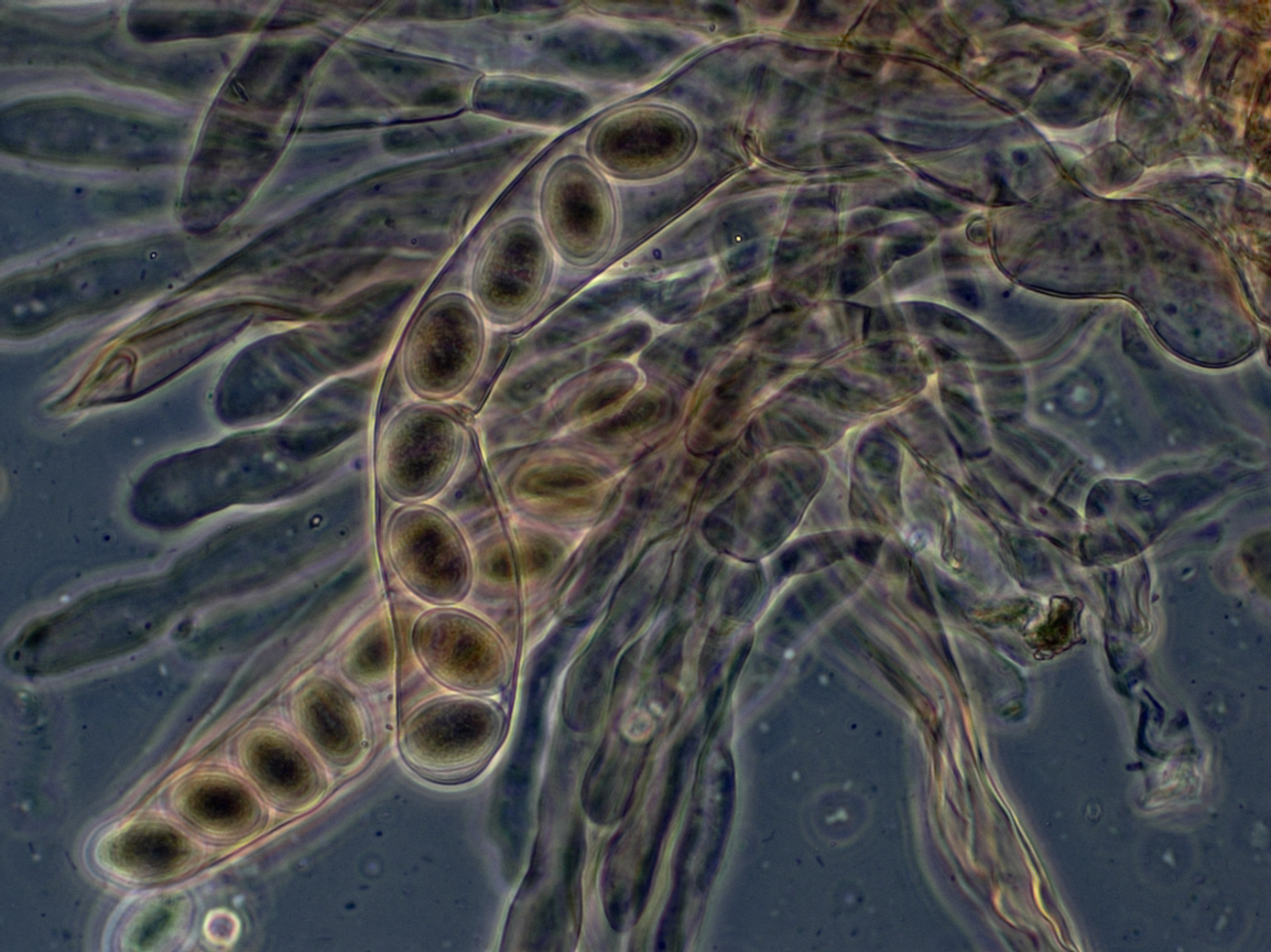
Asques de la Morille élevée.

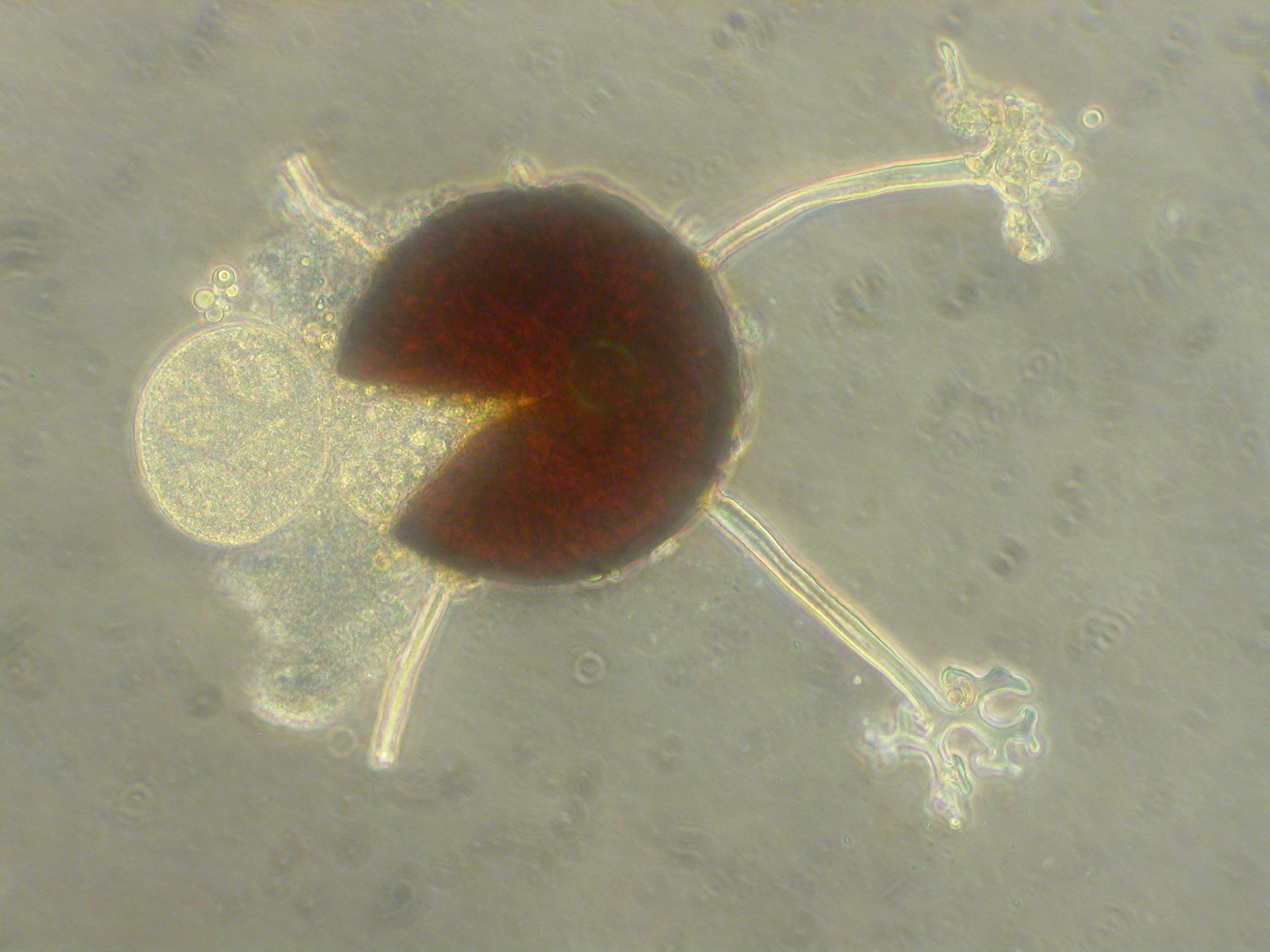
Cléistothèce d’Erysiphe platani sur Platane libérant un asque.

Un asque est une cellule reproductrice en forme de sac allongé ou arrondi, cylindrique ou en forme de massue, qui constitue la caractéristique principale des champignons ascomycètes dont les plus connus sont les truffes, les morilles, les pézizes, les lichens et des phytoparasites causant par exemple des oïdiums. L'asque s'oppose à la baside, caractéristique des basidiomycètes,,. 
À l'intérieur de l'asque se forment en général huit spores appelées ascospores ; mais le nombre de spores par asque, toujours une puissance de 2, peut être beaucoup plus élevé : 16, 32 jusqu'à 1024 pour Podospora millespora. Ces ascospores sont des endospores issues de la reproduction sexuée résultant d'une méiose qui est un mode de division cellulaire conduisant à une réduction de moitié du nombre de chromosomes de chaque cellule fille. L'asque est formé au bout d'une hyphe ascogène,,.

## Étymologie

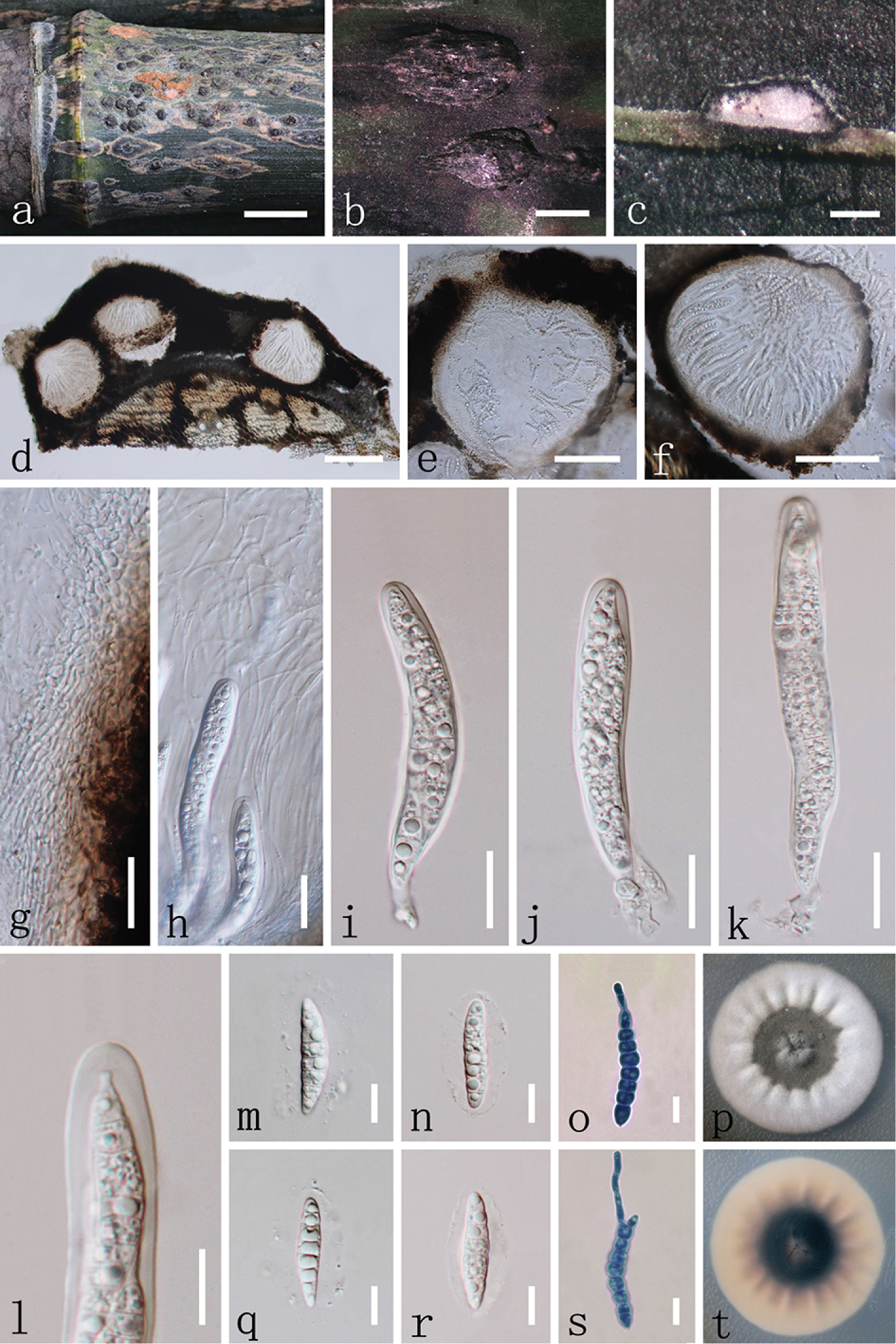
Asque bituniqué de Neostagonosporella sichuanensis (i, j, k) produit par un ascostroma (c).

Asque est un terme introduit sous sa forme latine ascus (« petite outre »), dont le pluriel est asci, par le mycologue allemand Christian Gottfried Daniel Nees von Esenbeck dans son Das System der Pilze und Schwämme de 1817.

## Classification

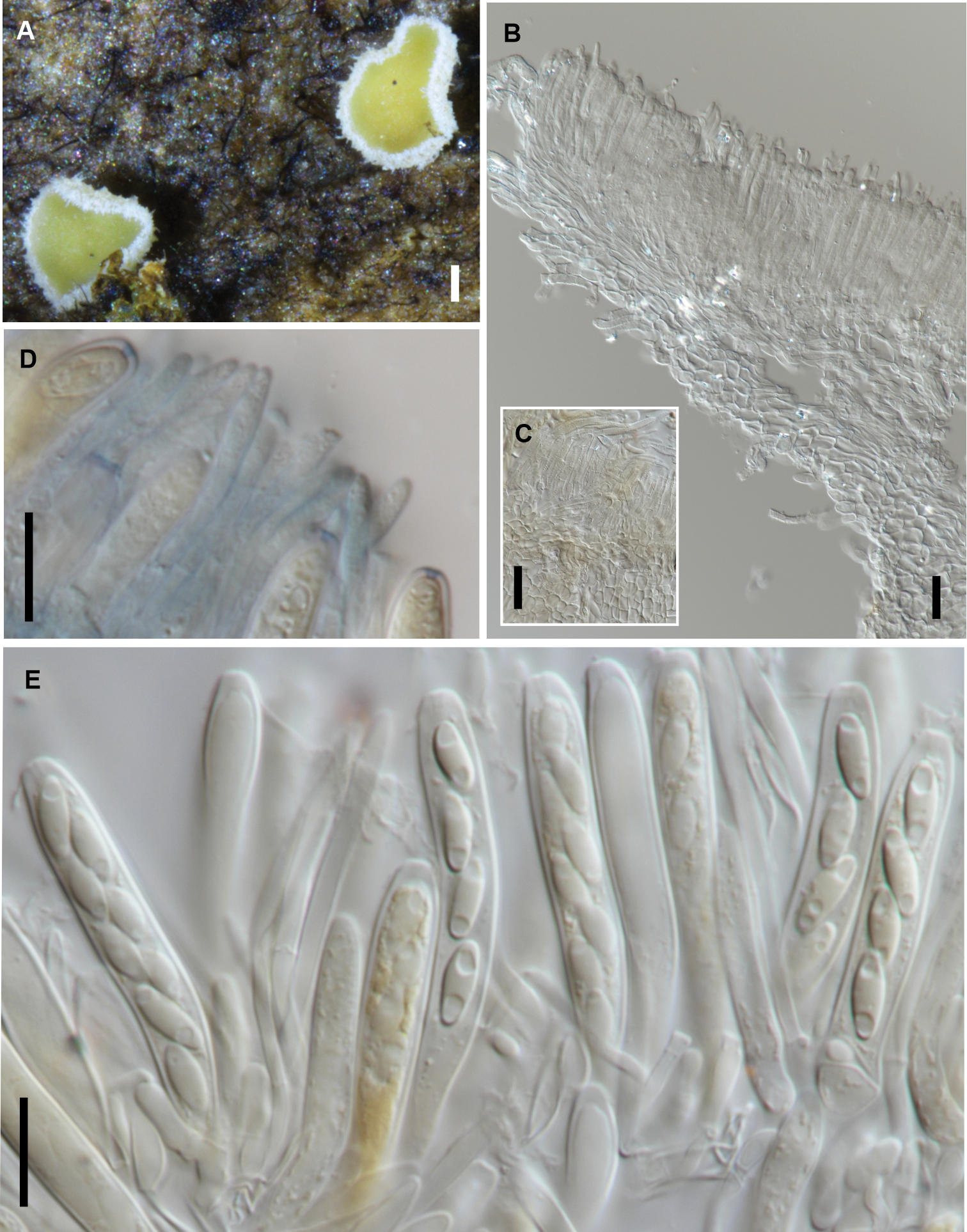
Asques inoperculés (e) issus d'une apothécie de Chlorociboria metrosideri (a).

La description des asques a joué et joue toujours un rôle important dans la classification des ascomycètes. Cependant, la phylogénétique moléculaire a montré que ses différentes morphologies structurelles résultent de pertes ou d'apparitions multiples au cours de l’évolution, quoique des correspondances existent avec les anciennes classifications.
Chez certains groupes comme chez les Taphrinomycetes et les Hemiascomycetes, les asques ne sont pas protégés dans un sporophore.
Au contraire, chez les Pezizomycetes, l'asque est toujours protégé dans une structure plus ou moins charnue. À l'intérieur de cette classe, l'asque est toujours entouré de deux parois épaisses et bien distinctes (dites « bituniqué ») et produit par une fructification fermée nommée ascostroma chez les Loculoascomycetes ; il est évanescent, sans éjection sporale active et produit par une fructification fermée nommée cléistothèce chez les Eurotiomycetes ; il est toujours à une seule paroi (dite « unituniqué »), à éjection sporale active et produit dans une fructification en forme de bouteille nommée périthèce chez les Sordariomycetes ; il est à éjection sporale généralement active et produit dans une fructification en forme de coupe nommée apothécie chez les Discomycetes. L'asque des Erysiphales est aussi produit par un cléistothèce, mais sa position phylogénique reste incertae sedis.

## Terminologie spécifique

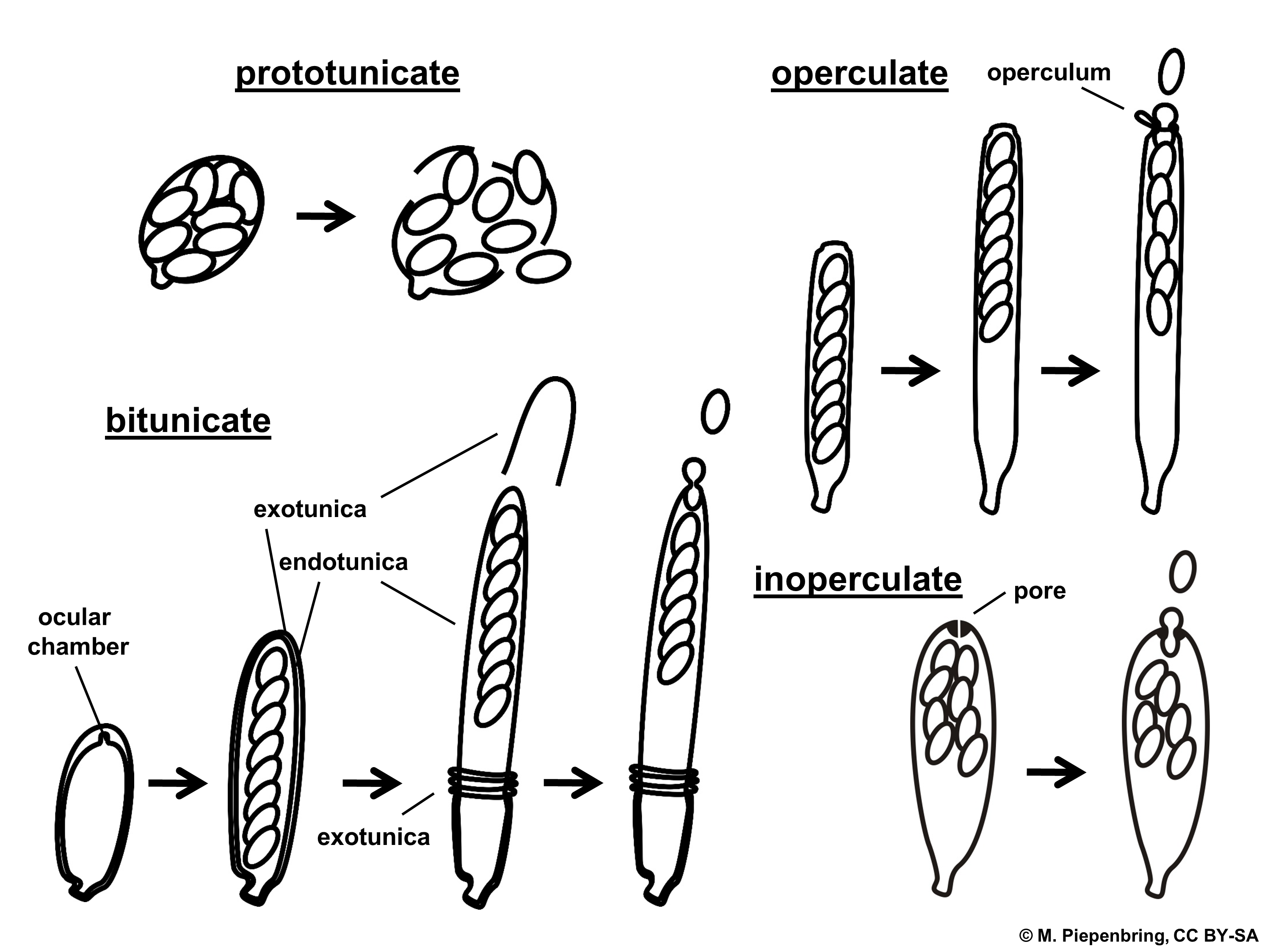
Terminologie des asques.

L'asque est entouré de deux membranes nommées tuniques. Selon leur morphologie, elles peuvent être classée selon trois types :
- unituniqué : tuniques indifférenciables.
- bituniqué : présence de deux tuniques bien différenciées : membrane externe (exoascus) rigide, mince et membrane interne (endoascus) souple et relativement épaisse.
- prototuniqué : tuniques peu consistantes et évanescentes.

En fonction du système apical qui permet la libération des ascospores, on peut distinguer quatre types d'asques :
- operculé : un clapet retenu par une languette au sommet d'un asque unituniqué permet la libération des ascospore.
- annélascé : un anneau entoure un tube (manubrium).
- nassascé : le dôme apical contient une structure en forme de nasse.
- archéascé : le dôme apical contient à la fois une nasse et un anneau.